# THE ロボットつくろうぜっ! 激闘!ロボットファイト
『THE ロボットつくろうぜっ! 激闘!ロボットファイト』（ザ・ロボットつくろうぜっ げきとうロボットファイト）は、2006年8月10日にディースリー・パブリッシャーから発売されたPlayStation 2用シミュレーション・アクションゲームソフト。「SIMPLE2000シリーズ」の第104作である。公式略称は『ロボつく』。
ロボット競技をテーマとしたゲームソフトで、高等専門学校のロボット研究部が主人公。マイコン搭載のロボットを開発し、ストーリーに沿って様々な敵とレスリング勝負を行っていく。ストーリーモード以外に、対戦のみを行えるモードも存在し、こちらでは2人のプレイヤーで対戦する事もできる。

## ストーリー
湘南の高等専門学校生・草壁ケンは、何の目的も無い日々を送っていた。そんな時、幼馴染の伊東アイから、廃部寸前のロボット研究部への入部を依頼される。
最初は彼女を冷たくあしらうケンだったが、ロボットバトル界のアイドル「来宮アスカ」の存在を知った事で、「バトルで優勝して彼女と付き合おう」と野心に目覚める。
かくしてケンの、出たとこ任せの挑戦は始まった。

## ゲーム内容
ストーリーモードは2006年4月の第1週から翌年の3月第1週までを舞台とし、週単位で進行する。
部員は4人おり、開発・プログラム・修理・強化という4種類の能力レベルが設定されている。順に「開発できるロボットのパーツの性能」「編み出せる戦闘用の技の種類数」「パーツの修理代の安さ」「パーツの性能アップの数値」に対応している。週毎に、各部員に与える仕事を割り振る。与えた仕事に応じて、その能力のレベルがアップする。またレベルだけを高める「勉強」というコマンドもある。
週末には他の登場人物とのロボットバトルの試合が待ち受けている。負けてもストーリーは進行するが、勝利回数に応じて翌月の予算（部費）が上乗せされる。またそれまでの勝利回数に応じて、月末に隠しイベントが発生する。一方特定の試合で敗北しないと入手できないアイテムもある。

### ロボットバトル
ロボットはボディ・アーム・レッグ・ヘッドの4パーツからなっている。またS・M・Lの3種類のサイズが存在する。開発はパーツ単位で行われ、サイズが同じであれば自由に組み替える事ができる。
ロボットには4種類まで「攻撃技」を持たせる事ができる。
試合は3分以内に3本先取した方の勝利となる。敵のライフを0にするか、ライン外に押し出すと1本となる。どちらも3本取れないまま3分経つと、「エクストララウンド」として2分間延長される。更に時間切れとなると判定勝負となり、取得本数の多い方の勝ちとなる。
ライフとは別に、各パーツには「耐久度」が設定されており、ダメージを受けると減って行く。この耐久度はライフとは違い、1本取っても互いに回復しない。どれか1つのパーツでも耐久度が0になると、取得本数に関係なくその場で敗北となる。

## 登場キャラクター
本編の描写・説明書の紹介文・ゲーム中の紹介文で明らかに設定が食い違っている人物が複数存在するため、ここでは本編での描写を中心に記述する。名前に☆マークが付いているキャラクターは、ロボットのパイロットとしても登場する。

### 湘南九十九高等専門学校
湘南の港町である「九十九町」に存在するという設定の学校。制服は黄色い。ケン曰く「就職先すら斡旋しないショボい高専」。

#### ロボット研究部（チーム・アレキサンダー）
神奈川県の大会において3回優勝した事がある、ロボットバトルの名門部であったが、2年前に起こった事件によって衰退していた。再始動後はケンの思い出のロボットアニメから「チーム・アレキサンダー」へと名称変更する。
草壁ケン（くさかべ ケン）☆声 - 神谷浩史
主人公。機械工学科の3年生で、常に帽子を被っている。血液型はO型。朝のテレビ番組の占いによる「今日のラッキーカラー」と同じ色のパンツを履かないと調子が出ないと主張する。趣味は格闘ゲームと睡眠と時代劇。
成績は常に最底辺で、気が短く喧嘩や停学問題を多数起こしており、退学も時間の問題と言われる程の問題児。冒頭である4月に「3年生でうお座の18歳」と明言しているため、留年経験もある模様。しかしロボットを踏みにじるトモエに激怒するなど、正義感も無いわけではない。
何事につけても飽きやすく、明確な夢や目標を持たない自堕落な毎日を送っていた。「アスカと付き合うために優勝を目指す」という目標を一応定めるものの、元来の性格やロボットに歪んだ執着を見せる者達との出会いにより、次第に苦悩する様になって行く。「根性無し」と呼ばれる事を最も嫌う。緊張感が頂点に達すると失禁する。ガサツで細かい作業は苦手だが、時折誰も思い付かない斬新な閃きを見せる事もある。
悪食で、常にビンごと持ち歩く程のマヨネーズ愛好家。あらゆる物にマヨネーズやケチャップをかけて食い尽す。そのためか屁が異常に臭い。
「湘南烏帽子ライダーズ」という暴走族とも付き合いがあり、一目置かれていたが、実際はハッタリと母親の七光によるものに過ぎず、彼自身に実力は全く無い。
幼馴染のアイとは事ある毎に衝突するが、恋人付き合いをしたいとも思ってはいる。とはいえそれはアスカとの二股が前提であり、また巨乳の女性には遠慮なくセクハラを働き、果ては実の母親や妹まで性欲の対象にするなど、見境が無い。
説明書によると身長174cm、体重64kg。
伊東アイ（いとう アイ）☆声 - 神田朱未
ヒロイン。小学生の頃にケンの隣家に引っ越してきた。実家は長野県にある。餡子が好物。
ロボ研のマネージャーで、部とロボットを心から愛しており、廃部寸前まで衰退した現在の部を復興させるべく奔走する。またかつての部員達が残した借金を返済するべく、複数のアルバイトを掛け持ちしている。
幼い頃にケン・ジュンと共に、ロボットアニメ『鋼鉄巨人アレキサンダーV』の再放送を視聴しており、その内容に影響されたケンに貰った銀の指輪を今でも付け続けている。初めて自作したロボット「ストライクロボ」をお守りとしている。
勝気な性格で、ケンがセクハラや問題発言を行う度に殴り、或いは斬り付け、果ては竹槍を手に海へと突撃する。ジュン曰く「大雑把で金の管理に向いていない」との事。料理は得意。
説明書によると情報工学科の3年生で、17歳。身長154cm、体重45kg。
仁科ジュン（にしな ジュン）☆声 - 野島健児
ケンとアイの幼馴染で、現在は機械・電子システム工学専攻の3年生。メガネをかけている。寮で1人暮らしをしており、何らかのアルバイトも行っている。
校内でも秀才として有名で、プログラマーを目指し大学院への進学を狙っている。冷静で合理的な考えを持つが、同時に負けず嫌いかつ皮肉屋で友人もおらず、内申書の「協調性」の点数は低い。それをヒトミに盾に取られる形で、ロボ研に入部する。しかしロボットに全てを賭ける「ラインの乙女」を目の当たりにした事で、自分達の存在に付いて悩み始める。
金持ちが嫌い。女生徒からは毎年大量のバレンタインチョコを貰う程の人気者だが、彼はアイだけに恋しており、他の女性には関心を持たない。一緒に遊んでいた幼少時とは違い、今ではケンを罵倒し冷たくあしらうが、内心では変わらず親友と呼んでいる。
説明書によると年齢は18歳。身長181cm、体重72kg。
手塚トオル（てづか トオル）☆声 - 江口秀子
中性的な容姿をした少年。「ですぅ」という口調で喋る。制服の上に、常に白衣を羽織っている。
湘南の豪邸に住み、ハワイに別荘を持ち、毎月小遣いを10 万円も貰えるという裕福な家庭の生まれ。ジュンも舌を巻く程の図面・プログラムの才能を持っている事から「ロボっちゃま」と仇名されているが、自身はその呼び方を嫌っている。自分の弁当は自分で作っている。
元はロボ研の幽霊部員であったが、加々美にカツ上げされていた所をケンに助けられ、彼に引き摺られる形で部へと復帰する。以後はケンから「キノコ」「マッシュ」と呼ばれ、気弱な性格故に彼の使い走りの様な扱いを受ける事になる。
なお「場面ごとに所属が電気工学科になったり電子工学科になったりする」・「自分も3年生なのに『彼は3年生で僕の先輩』と発言する」・「部で事件が起きた事で幽霊部員になった筈なのに、それ以前から部員だったアイと面識が無い」など、描写に矛盾が多く、正確な設定が不明瞭なキャラクターとなっている。
説明書によると年齢は17歳。身長155cm、体重48kg。

#### その他の関係者
江口ヒトミ（えぐち ヒトミ）声 - 真田アサミ
ロボ研の顧問を務める女性教師。左目の側に泣き黒子がある。巨乳の持ち主で、度々ケンのセクハラの被害にあう。性格は天然ボケ気味。
武藤シゲル（むとう シゲル）☆声 - 竹本英史
同じく顧問で、常に黒いジャージを着ている髭面の体育教師。熱血教師だが、生徒からは露骨に敬遠され、或いは見下されている。火事で使用できなくなった実習工場を、業者と共に修理している。
パソミや草壁姉妹にロボット代を貢いだかと思えばヒトミと下の名前で呼び合ったり、同性のトオルにバレンタインチョコを押し付けたりと、謎の多い人物である。
ロボットのパイロットでもあるのだがストーリーモードでは対戦できない、対戦モード専用のキャラとなっている。
加々美トウヤ（かがみ トウヤ）☆声 - 杉田智和
機械工学科の4年生で、髪を金色に染めた大柄な青年。元はロボ研の副部長であり、2年前に部を県大会優勝へと導いたエースでもあった。しかし部長の門平とは元々ソリが合わず、方針の違いから対立し、彼を階段から突き落として入院させた。これを切っ掛けに部を崩壊へと追いやり、アイを苦しめ続ける事になる。
元々は非常に真面目だったが、同時に物事を1人で抱え込む性格でもあったらしい。現在は烏帽子ライダーズとも付き合っており、あと1度停学になれば退学させられるという程の問題児と化している。しかしヒトミにだけは頭が上がらない模様。
部を復興しようとするケン達を目の仇にし、脅迫や妨害を再三に渡って行う。更に利害の一致したトモエと協力関係を結ぶが、彼女に都合よく翻弄されたに過ぎなかった。なお実習工場に放火した犯人とも目されていたが、こちらの真相は結局不明のままである。
愛機は巨大なアームを持つ黒い大型ロボ「屑神（くずがみ）」。
館林ヒサヤ（たてばやし ヒサヤ）☆声 - 平井啓二
メガネをかけた長髪の男子生徒。元ロボ研部員で、加々美に付き従いケン達の妨害を行う。特にトオルを目の仇にしており、何度も陰険に脅迫していた。
カヲリに好意を持っており、彼女を盾に取られる形で部のロボットの破壊をトモエに命じられる。しかしカツミに阻止された事で加々美とトモエから見放され、悪事から手を引き、ケン達に謝罪する。
トオルによると同じ学科との事だが、紹介文では「機械工学科所属」となっている。パーツ作りは得意だったらしい。
愛機は茶色の中型ロボ「ZANAC」。
真田エイイチ（さなだ エイイチ）☆声 - 岡本寛志
元ロボ研部員の5年生。門平・加々美と3人で大会優勝を誓い合った仲であったが、門平の入院事件が起こる前に「自分の研究に打ち込む」という理由で退部していた。しかしその後も部の事は気にかけていたらしい。アイの尊敬する先輩で、その設計能力はトオルを驚かせた程。
紹介文によると機械工学科所属。
ストーリーモードでは、大会優勝時に使用された中型ロボ「ワンダラー」を使用する。
門平シンジ（かどひら シンジ）☆声 - 森岳志
ロボ研の部長。加々美に重傷を負わされ、半年間入院していた。部を立て直そうとするアイ達に感謝し、ケンを次期部長に指名、引退を表明する。その名前の語感から、ケンからは「エビフライ」と仇名される。
ストーリーモードでは「ワンダラー」の改良型である「ワンダラーν（ニュー）」を使用する。
鴫原パソミ（しぎはら パソミ）☆声 - 真田アサミ
情報工学科の3年生で、自称「パソミン」。桜花高専との試合を見てジュンに惚れ、彼に近付こうとロボットを作成し、勝負を挑んでくる。一方的に「ジュン様の彼女」を名乗り、冷たくあしらわれてもむしろ喜びひたすら付きまとうというストーカーである。彼と近しい関係のアイを「まな板女」と罵倒する。
高飛車な性格で「ですわ」という口調で喋るが、一般庶民の生まれであり、金持ちを嫌っている。ダイジ・ヒデ・シゲルらを何らかの手段で自分の下に置き、彼らからロボットのパーツを巻きあげている。ジュン以外の男性は基本的に見下し、年上であろうと気に入らなければ遠慮なく平手打ちを浴びせる。女好きのケンからも「毒電波」と罵られる程性格は悪いが、トオルにバレンタインチョコを渡したり、草壁姉妹に面倒見の良い一面を見せたりもする。
なお紹介文には「ロボ研入部希望の新入生」と、明らかに本編での設定とは異なる記述がなされている。また「自称忍者の子孫」とも書かれているが、それらしい描写は無い。
愛機は紫色の小型ロボ「パピヨン」。
夢野カヲリ（ゆめの カヲリ）声 - 高橋まゆこ
ケン達の友人の1人で、彼の父親とも面識がある女子。ただ「入学できたから」というだけの理由で、九十九高専に通っている。将来就きたい職業は特に無く、「お嫁さんになりたい」と語る。
我が身を顧みずアルバイトを行うアイを心配しており、部活動を軽視するケンを叱責する。ヒサヤとの仲を彼にからかわれているが、恋人付き合いをしているかどうかは明言されていない。
須藤ヒカル（すどう ヒカル）声 - 谷本貴義
同じくケンの友人で、彼の身勝手な言動に振り回される気弱な男子。小柄。
父親は喫茶店を経営しており、「在学中だけは自由にさせてもらう」という約束で九十九高専に入学した。将来の目標は特に見付かっていないため、恐らく父の店を継ぐだろうと語り、ロボットという「夢中になれるもの」を持っているトオルを羨む。
武原オウジ声 - 竹本英史
やはりケンの友人の1人。彼とは古い付き合いで、その性格を熟知しており、度々突っ込みを入れる。将来の夢は特に決めていない。成績は悪い。

### 草壁家の人々
草壁ギンジ声 - 竹本英史
ケンの父親で、地元では有名な工場「草壁自動車修理工場」を経営している。「工房は男の場所」がモットー。喫煙者。
大雑把な性格で、息子の性格は彼の遺伝と呼ばれる。恐妻家。密かにキャバクラに通っており、その秘密を握った娘達にも頭が上がらなくなる。
草壁カツミ声 - 高橋美佳子
ケンの母親。現在は主婦だが、かつてレディース暴走族「湘南女王蜂」の女帝と呼ばれた伝説的ヤンキーで、不良の間では今でも語り草になっている。「稲光のカツミ」「黄金の三連星・メイサヤカツミの1人」など、多数の異名を持つ。
好物は栗きんとんで、正月にはあらゆる料理を栗きんとん尽くめにする程、家事にはズボラである。
草壁メイ/草壁サヤ ☆声 - 前田愛 / 神田朱未
ケンの妹で、彼を「お兄ぃ」と呼ぶ双子の姉妹。14歳。髪型はツインテール。容姿はそっくりで常に揃って登場するが、姉のメイは黄色いリボンを付けており、私服はピンク。妹のサヤは赤い髪留めを付けており、私服は水色である。その名は母のレディース時代の仲間から取られている。
「草壁家の奇跡」と呼ばれる程頭脳は明晰で、お嬢様学校である「湘南風ヶ丘中学校」に通っており、地元では美人姉妹として知られている。料理も得意で、父や兄の弁当も毎日作っている。
当初は兄の悪食振りや身勝手な言動を嘆くなど常識的に振舞っていたが、彼の入れ込んでいるロボットに興味を持ち始め、それと同時にダイジやシゲルを利用してロボット代を貢がせたり、対戦相手の兄に下剤を盛ったりするという腹黒い本性を露わにして行く。
熊のぬいぐるみがお気に入り。嫌いな食べ物はイカ。
パイロットとしては「2人で1人」という扱い。1試合目では熊の顔をした大型ロボ「キラーBEAR」を、2試合目では剣と盾を持った大型ロボ「ブシドーマン」を用いる。

### ミクニギャラクシー
九十九駅の近くにあるパソコンショップで、東京にも姉妹店を持っている。店長のゴロウの趣味によりロボットキットを大きく取り扱っており、毎週土曜にはミニ大会も開催している。
三國ゴロウ（みくに ゴロウ）☆声 - 竹本英史
店長を務める筋肉質の男性で、自称「伝説のロボットマスター」。大学生時代に娘が生まれたため、モヤシを食べて生き抜いて来たという苦労人。卒業後は数々の企業からの誘いを断り、ロボットへの愛故に現在の店を始めた。
女子の制服が好きで乗せられやすい性格。気に入った女子には遠慮なく格安で物を売る。ケンからは「ヒゲ親父」「ヒゲ達磨」と呼ばれている。
愛機は緑色の大型ロボ「ギャラクティカG」。
三國ハル ☆声 - 白石涼子
ゴロウの娘で、看板娘でもある店員。巨乳。ノリと勢いで安売りを行う父を窘めるしっかり者。ロボットそのものを愛しており、勝敗には無頓着。
ゲーム本編ではピンクの小型ロボ「エトランジュ」のみを使用するが、それとは別に中型の愛機も所有している模様。

#### その常連客
絹井ダイジ（きぬい ダイジ）☆声 - 平井啓二
45歳。零細企業の中間管理職。妻子持ちで、単身赴任中。13年前から同じメガネをかけ続けているが、視力は悪いわけではないらしい。ケンからは「メガネ」と仇名されるが、そう呼ばれると激怒する。髪はカツラ。
マイホームを持つ事が夢だが、それ以上にロボットを愛しており、パーツのためには食費も惜しまない。「ラインの乙女」のミレイを崇拝している。「何かに呪われているのでは」と言われる程運が悪く、何度も親父狩りにあっている。
ストーリーモードにおいて最初に戦う相手で、最も多く対戦する相手でもある。
愛機はオレンジ色の小型ロボ「ロボットキング2世」。
嘉村ヒデ（かむら ヒデ）☆声 - 森岳志
烏帽子工科大学の3年生で、ロボットサークルの部長を務める長身の青年。ロボットアニメに詳しい。
気さくで微笑みを絶やさないが、時折無神経な発言も行う。また他人やチームの名前を覚えるのは苦手で、慣用句や比喩の使い方もおかしい。ジンクスに拘る。「ラインの乙女」の中ではエリスのファン。得意な楽器はバイオリン。好物は掛け蕎麦。
愛機は緑色の中型ロボ「IX-GEARS」。

### 湘北桜花高等専門学校（チーム・ガンロードマキシマム）
九十九高専の姉妹校のロボット研究部で、やはり県大会において優勝3回という実績を持つ。部員達は合体ロボットアニメ『ガンロードマキシマム』を愛しており、チームやロボットの名前にも用いている。
稲葉ジン（いなば ジン）☆声 - 大倉喬史
機械工学科の3年生。部長ではあるが、部員達からは軽視されている。実家は「べったり饅頭」なる菓子を販売している。眉毛が太く、ケン達から「ゲジ眉」「モミアゲ」と呼ばれる。
姉妹校である九十九のロボ研の復活を知り、宣戦布告に現れる。彼等と戦ったテツヤから実戦データを手に入れたり、約束を反故にしたりする卑怯な性格だが、ロボットへの愛情は本物で、ロボットクラッシャー打倒のためにケン達に共同戦線を申し入れる。
ケンとは顔を合わせれば喧嘩をしている様に見えるが、アイに惚れているため彼女の写真とアスカのグラビアを交換し合うという後ろ暗い取引も結んでいる。かつて門平と対戦した事もあるが、相手にはされなかったらしい。
試合では部の代表機である青い大型ロボ「ガンロード」を用いる。
新垣コタロウ（にいがき コタロウ）☆声 - 粕谷雄太
部員の1人である小柄な少年。常に首にマフラーを巻いており、ケンからは「チビマフラー」と呼ばれる。威勢の良い性格で、「だゾ」という口調で喋る。
美少女好きであり、「アスカ写真スーパーコレクション」なるスクラップブックを所有している。またパソミのファンの1人でもある。
なお紹介文には「プログラム担当の4年生」とあるが、本編では「設計担当の2年生」と名乗っており、3年生のジンからも格下として扱われている。
愛機は青い大型ロボ「コンバイン」。
東堂テツヤ（とうどう テツヤ）☆声 - 間島淳司
鋭い目付きをした少年で、ケンからは「キツネ」と呼ばれている。一人称は「私」で、常に敬語を使う。
当初は「ミクニギャラクシーを訪れていた客」という立場で登場し、ケン達に試合を申し込む。しかしその正体は桜花ロボ研の部員で、ケン達との実戦データを収集していた。
「湘南1の情報網を持つ」と呼ばれており、そのロボット知識はヒデをして「大学のロボ研並み」と言わしめる程。九十九の優等生であるジュンに何らかの興味を抱いているらしく、彼とのロボットバトルを楽しんでいる。
腹黒い言動が多いが、ケン達の大会出場が決まった際には姉妹校として応援し、情報や差し入れを提供するなど、良くも悪くも得体の知れない人物である。
なお紹介文には「学校1の設計能力を持つ5年生」とあるが、本編では学年は語られておらず、コタロウ同様3年生のジンから格下扱いを受けている。
愛機は銀色の中型ロボ「シルバーマンティス」。

### 聖サテラ学院（チーム・ラインの乙女）
超一流の技術者候補生が通う女子高専のロボットバトルチームで、院内でも特に優秀な3人の生徒からなるエリート集団。メンバーは全員、200を超えるIQを有する。6枚の翼を持つ白い中型ロボ「白のブリュンヒルデ」を最強のロボットとする事を目的としたチームで、敗北は絶対に許されず、メンバーはその全てを学院から徹底的に管理されている。フランスの超一流デザイナーの手によるスーツを身に付け、数知れない程の大会で優勝している。
来宮アスカ（くるみや アスカ）☆声 - 前田愛
本作におけるもう1人のヒロイン。17歳にして工学博士の学位を取得した程の天才で、7ヶ国語を流暢に話す。「ラインの乙女」のリーダーで、ロボットバトル界のスーパーアイドル。全生徒から「マスター」と呼ばれ、敬愛されている。
世界1のシェアを持つ半導体開発メーカー「ゼキス・マトリクス・コーポレート」の会長令嬢でもあり、「湘南の王城」と呼ばれる大邸宅の敷地内に自分だけの区域を所有している。
己の立場に誇りを持ってはいるが、常に思いやりを忘れない人物でもあり、敗者を断じて許さない一族や学院のやり方に疑問を抱いている。追放されたトモエを常に気にかけており、彼女と戦ったケン達を意識し始める。
「気高くある事」をモットーとし凛として振舞うが、若干天然ボケ気味。恋愛の経験は無いらしい。アイザック・アジモフを尊敬している。
同人誌によると年齢は18歳。身長162cm、体重43kg。
立科ミレイ（たてしな ミレイ）☆声 - 高橋まゆこ
「ラインの乙女」のプログラムを担当する小柄な少女。IQだけならアスカをも超えるとされ、CPサイエンスの博士号を8つも取得している。「じゃ」「ワイ」という年寄り染みた口調で喋るが、これは一族全員の特徴らしい。チョコレートが好物。
前年にトモエと入れ替わる形でチームの一員となったが、自分達はロボットバトルの最大手スポンサーであるゼキスの宣伝材料に過ぎないと達観しており、現在の立場には執着していない。物怖じしない性格で、来宮家の人々にも堂々と皮肉を言う。
トモエと対戦したケン達の存在を知って興味を抱き、自らミクニギャラクシーを訪れ、手合わせを申し込む。口では彼等を「滅多にいないバカ達」と呼ぶが、自分達に無いものを感じ取ってもいる。
なお紹介文では「異名は『智なる右翼』」とあるが、本編ではダイジに「智なる左翼」と呼ばれている。
愛機は西洋の甲冑の様な姿をした小型ロボ「デュランダル」。
同人誌によると年齢は16歳。
桐原エリス（きりはら エリス）☆声 - 鹿野優以
同じく「ラインの乙女」のメンバーで、メガネをかけた金髪の女性。機械工学の博士号を持っており、物理学者でもある。「ですわ」という口調で喋る。
アスカやミレイと違って学院のやり方に一切の疑問を持っておらず、「ロボットに全てを賭けている」と明言する。そのためケン達を「中途半端でロボットを汚す者」と決め付け、大会から手を引かせるために金で解決しようとする。
シゲル同様、ストーリーモードでは戦えない対戦モード専用のパイロットでもある。
同人誌によると年齢は20歳。

#### その他の関係者
朝岡エミリ（あさおか エミリ）声 - 鹿野優以
「ラインの乙女」の顧問を務める女性教師。メンバーの体調は勿論、精神面に対しても僅かな綻びも許さず、ミレイから露骨に敬遠されている。ケン達を「理想の無い烏合の衆」と見下す。
来宮ソウジロウ声 - 竹本英史
アスカの父親。ゼキスの会長を務める白髪の男性で、杖をついている。聡明で美しかった亡妻に次第に似てくるアスカを愛しており、キョウスケに比べれば彼女には寛大に接するが、一方でトモエの事は狂人と切り捨てている。
来宮キョウスケ声 - 岡本寛志
アスカの兄であり、ゼキスの社長。アスカを社のための道具としか見なさない傲慢な男。社に対する絶対の発言権を持っており、会長である父親でさえも彼の言葉は覆せない。
ロボットバトルに付いては「子供の遊び」と見下しており、父の出資を理解できないでいる。
城嶋トモエ（じょうしま トモエ）☆声 - 高橋美佳子
各地のロボットバトル会場に出没し、圧倒的な強さで相手のロボットを徹底的に破壊してまわる謎の女。「ロボットクラッシャー」と呼ばれ恐れられている。黒いゴシックロリータ調の服を身に付けており、ケンからは「ゴスロリ」と呼ばれる。普段は抑揚の無い口調で喋るが、ひとたび試合となれば狂気に満ちた声を張り上げる。
その正体はアスカの妹であり、「ラインの乙女」の元メンバー。しかし前年、更に優秀なミレイが現れた事でチームから外され、正気を失っていったという。現在は学院も退学し、湘南のどこかにある地下室を借りて1人で暮らしている。実習工場の爆発事故の際に背中を、白のブリュンヒルデ開発の際に左目の下部を、それぞれ負傷している。元々プライドが高く、自作のロボットしか信用していなかったらしい。
姉であるアスカに愛憎入り混じった異常な執着心を抱いており、彼女と戦おうとするケン達に目を付け、常軌を逸した言動で幾度となく勝負を挑む。不良である加々美をも手玉に取り、玩具の様に弄ぶ。
なおアスカの妹である事を知っているのは来宮一族の人間だけであり、「ラインの乙女」のメンバーにも伏せられている。そのため姉からも表向きは「城嶋さん」と他人行儀に呼ばれている。父のソウジロウが「遺伝子レベルの欠陥が問題」「私の責任」と発言しているが、それが何を意味していたかは不明。
愛機は中型ロボ「夜叉姫」。また加々美と手を組んだ際には、ブリュンヒルデと似た黒い大型ロボ「XENON」を用いている。

### 暴走族 湘南烏帽子ライダーズ
譲治（じょうじ）
湘南烏帽子ライダーズのリーダー。ケンからは「先輩」と呼ばれている男性。彼にバイクを貸すが、1年経っても返却しない事に業を煮やし、メンバーや加々美を使って妨害を行う。
なお本編冒頭におけるケンとの電話で声のみ登場するキャラクターであり、容姿やフルネームは明かされない。またキャスト名も不明である。
猪原シンゴ声 - 粕谷雄太
ライダーズのメンバーで、髪を赤く染めた小柄な少年。ケンのハッタリに騙され、彼を「アニキ」と呼んでいたが、彼がロボットにハマり始めた事で見限る。中学生のセーラー服が好み。
大河原ブンタ声 - Mark Ishikawa
シンゴの相棒で、太目の少年。髪を茶色に染めている。場面によって、シンゴに敬語を使ったり使わなかったりする。

## 専門用語
ROBO-X（ロボ エックス）
本作に登場するロボットキットの商品名であり、同商品を用いたレスリングの最高峰でもある大会の名称にも使われている。
なお説明書には「ロボットレスリングの競技名」と記述されており、ゲーム本編でも競技名として使われているシーンがある。